# Forum du livre de Lviv
 (mars 2022).
La mise en forme du texte ne suit pas les recommandations de Wikipédia : il faut le « wikifier ».
Les points d'amélioration suivants sont les cas les plus fréquents. Le détail des points à revoir est peut-être précisé sur la page de discussion.
- Les titres sont pré-formatés par le logiciel. Ils ne sont ni en capitales, ni en gras.
- Le texte ne doit pas être écrit en capitales (les noms de famille non plus), ni en gras, ni en italique, ni en « petit »…
- Le gras n'est utilisé que pour surligner le titre de l'article dans l'introduction, une seule fois.
- L'italique est rarement utilisé : mots en langue étrangère, titres d'œuvres, noms de bateaux, etc.
- Les citations ne sont pas en italique mais en corps de texte normal. Elles sont entourées par des guillemets français : « et ».
- Les listes à puces sont à éviter, des paragraphes rédigés étant largement préférés. Les tableaux sont à réserver à la présentation de données structurées (résultats, etc.).
- Les appels de note de bas de page (petits chiffres en exposant, introduits par l'outil «  Source ») sont à placer entre la fin de phrase et le point final[comme ça].
- Les liens internes (vers d'autres articles de Wikipédia) sont à choisir avec parcimonie. Créez des liens vers des articles approfondissant le sujet. Les termes génériques sans rapport avec le sujet sont à éviter, ainsi que les répétitions de liens vers un même terme.
- Les liens externes sont à placer uniquement dans une section « Liens externes », à la fin de l'article. Ces liens sont à choisir avec parcimonie suivant les règles définies. Si un lien sert de source à l'article, son insertion dans le texte est à faire par les notes de bas de page.
- La présentation des références doit suivre les conventions bibliographiques. Il est recommandé d'utiliser les modèles {{Ouvrage}}, {{Chapitre}}, {{Article}}, {{Lien web}} et/ou {{Bibliographie}}. Le mode d'édition visuel peut mettre en forme automatiquement les références.
- Insérer une infobox (cadre d'informations à droite) n'est pas obligatoire pour parachever la mise en page.

Pour une aide détaillée, merci de consulter Aide:Wikification.
Si vous pensez que ces points ont été résolus, vous pouvez retirer ce bandeau et améliorer la mise en forme d'un autre article.

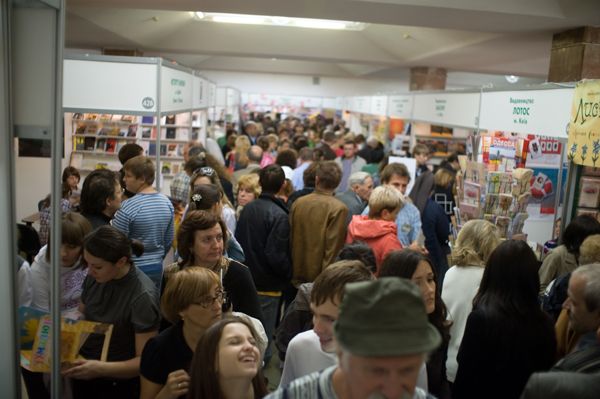
Forum international du livre

Le Forum du livre de Lviv (ukrainien : Львівський книжковий форум  ) est la plus grande foire du livre en Ukraine. Il se tient à Lviv chaque septembre depuis 1994 et est organisé par le Forum des éditeurs, une ONG fondée après le succès du premier forum du livre de Lviv,. Il a été dit l'événement le plus populaire de Lviv. Les expositions principales sont situées dans le Palais des Arts près du Palais Potocki. Le programme du Forum comprend des événements et concours littéraires, des présentations de maisons d'édition et d'auteurs, des rencontres avec des auteurs, des lectures littéraires, des séances de dédicaces, des débats, des tables rondes et des performances. Cela participe à l'organisation d'expositions collectives dans les salons internationaux du livre de Varsovie, Moscou, Francfort, Leipzig, Pise et Vilnius.

## Histoire
1994 – Le forum est créé par Oleksandra Koval et se tient pour la première fois en septembre, avec un salon du livre et une série de 25 événements professionnels et littéraires.
1995 - Le prix du meilleur livre du Forum des éditeurs est créé.
1997 – Le Festival littéraire de Lviv, événement très populaire auprès de la jeunesse ukrainienne, se sépare du Forum.
2001 – Les invités étrangers commencent à participer au Festival littéraire.
2002 - Le concours "Le meilleur jeune lecteur d'Ukraine" est créé. T Au fil des ans, environ 500 milliers d'enfants de toute l'Ukraine y ont participé.
2005 - Le concours "Le meilleur jeune lecteur d'Ukraine" devient national.
2006 - Un événement caritatif annuel, "Présenter un enfant avec un livre!" est introduit.
2006 – Le Festival Littéraire devient international.
2007 - "Le meilleur jeune lecteur d'Ukraine" et le festival "Bookmania" deviennent une partie de la foire du livre "Forum des éditeurs pour les enfants". Cet événement, entièrement consacré à la littérature et à la lecture pour enfants, est un événement unique en Ukraine et l'un des rares du genre en Europe centrale et orientale.
2007–2010 – Le Forum international de l'éducation « Éducation » a lieu. Il comprend une exposition spécialisée sur les technologies éducatives, le matériel éducatif et pédagogique et les établissements d'enseignement et le colloque international "La dimension européenne de l'éducation ukrainienne" avec les chefs du ministère ukrainien de l'éducation et des sciences et scientifiques impliqués.
2008–2012 – Chaque année, deux semaines avant le « Forum des éditeurs pour enfants », se tient le « Marathon des lecteurs » au cours duquel des écrivains ukrainiens visitent les écoles de Lviv et organisent des concours, des lectures, des discussions, etc.
2010 – Au sein du Forum des éditeurs de Lviv, un programme d'événements professionnels pour les bibliothécaires, appelé « Biblioforum », est organisé. Au sein du Forum des éditeurs de Lviv, le festival international de traduction TRANSLIT est créé.
2011 – En raison de l'extension du format et de la géographie du festival, le « Forum des éditeurs pour les enfants » change de nom pour devenir le Festival international des enfants de Lviv.
2011–2012 – Projet international « ArtDrome : littérature et plus » dans le cadre du programme d'échange de managers culturels « TANDEM : Ukraine – Union européenne – Moldavie ».
2012 – L'ONG « Forum des éditeurs » organise le stand de l'Ukraine à la Foire du livre de Leipzig.
2012 – L'ONG « Publishers' Forum » devient le partenaire local du projet « Book Platform » en Ukraine.
2012 - Au sein du Forum des éditeurs de Lviv, le festival de gestion culturelle et de critique littéraire CONTEXT est créé.
2013 - Au sein du Forum des éditeurs de Lviv, le statut de "Pays - Invité d'honneur" est établi et accordé pour la première fois à la Pologne.
2017 - L'auteur Larysa Denysenko est forcée d'annuler sa conférence au Forum car les organisateurs de l'événement estimaient qu'ils ne pouvaient pas garantir la sécurité après avoir reçu des menaces, notamment une lettre de 15 groupes nationalistes radicaux d'extrême droite, basée sur le contenu de son livre pour enfants qui inclut les parents de même sexe.
2020 -- Tenue en ligne en raison de la pandémie de COVID-19.